# Villanueva Carrales
Villanueva Carrales ist ein spanischer Ort in der Provinz Burgos der Autonomen Gemeinschaft Kastilien und León. Der Ort, der seit Jahren keine Einwohner mehr hat, gehört zur Gemeinde Alfoz de Bricia. Villanueva Carrales ist über die Straße N-623 zu erreichen. 

## Sehenswürdigkeiten
- Barocke Kirche San Mamés